# Акър
Акърът е мерна единица за площ от Имперската измервателна система, възлизаща на 43 560 квадратни фута или 4046,856 422 m² (малко повече от 4 декара). Тя се използва неофициално във Великобритания (изместена от метричните SI-единици), официално в САЩ, а също и в някои страни от Британската общност.

## История
Исторически акърът е определен като площта на правоъгълник с дължина 1 фърлонг (220 ярда или 660 фута) и широчина 1 чейн (22 ярда или 66 фута) (понастоящем се определя чрез най-използваната неметрична единица за площ – квадратен фут). Приблизително такава площ е можел да обработва селянин с волско рало за един ден. Оттам идва и правоъгълното определение – тясна ивица с малък брой обръщания на ралото. Закони за размера на акъра са издавани от кралете Едуард I, Едуард III, Хенри VIII, Джордж IV, а съвременната стойност е фиксирана със „Закона за тежестите и мерките“ („Weights and Measures Act“) от кралица Виктория през 1878 г. като 4840 квадратни ярда.